# Nadejda Stancioff
Nadejda Stancioff ou Nadezhda Dimitrovna Stantchova (en bulgare : Надежда Димитрова Станчова), née 17 janvier 1894 et morte le 15 avril 1957, est une diplomate bulgare.

## Biographie
Nadejda Stancioff est la fille aînée du diplomate et brièvement Premier ministre bulgare Dimitar Stanchov et de la comtesse française Anna de Grenaud de Saint-Christophe (en), une dame de la cour bulgare. Elle parlait couramment français et anglais, et maîtrisait six autres langues.
Elle fait partie de la délégation bulgare qui négocie en 1919 le traité de Neuilly. Ses contacts avec le Premier ministre bulgare Aleksandr Stamboliyski lui permettent d'être nommée première secrétaire de l'ambassade bulgare à Washington en juillet 1922. Elle peut être considérée comme la première femme diplomate de carrière au monde (même si elle a rapidement démissionné),.
Avant de se rendre à Washington, Nadejda fait également partie de la délégation bulgare ayant participé aux pourparlers de paix du traité de Lausanne. Elle y participe aux réunions de la commission territoriale et militaire, et y croise le fer avec le délégué et ancien Premier ministre grec Elefthérios Venizélos. D'après son journal, elle sert également d'intermédiaire entre les ministres des Affaires étrangères turc et britannique, İsmet İnönü et George Curzon.
La carrière diplomatique de Nadejda Stancioff aux États-Unis est de courte durée. Elle se rend à Washington en février 1923 pour prendre son poste, avant de l'abandonner à la suite de l'assassinat de Stamboliyski en juin de la même année. Neuf mois plus tard, elle épouse le marchand de thé et baronnet britannique Alexander Kay Muir. Ils s'installent dans le château écossais de Blair Drummond.
Après son mariage, elle continue à travailler pour la cause bulgare. Elle rédige plusieurs articles d'actualité, prononce des discours et reçoit même le roi Boris III de Bulgarie, qui sympathise avec son engagement. Elle contribue également activement à l'archivage des correspondances de sa famille, consciente de leur valeur de témoignage historique, et elle rédige une biographie de son père.